# Balkan Botewgrad
Balkan Botewgrad (bulgarisch Балкан Ботевград, meist nur kurz Balkan genannt) ist ein bulgarischer Basketballverein aus Botewgrad.

## Geschichte

### Anfänge und Etablierung
Der Verein wurde 1947 gegründet. Ende der 1960er Jahre begann der Aufstieg des Klubs im bulgarischen Profi-Basketball. In der höchsten Liga des Landes, der National Basketball League, gehörte Balkan in den 1970er und 1980er Jahren zu den Topteams. Der erste Titel wurde 1970 mit dem bulgarischen Basketballpokal gewonnen. Durch diesen Erfolg qualifizierte sich das Team für den Europapokal der Pokalsieger, in dem es nach Siegen u. a. gegen JA Vichy aus Frankreich erst im Viertelfinale an den Spaniern von Joventut de Badalona scheiterte.
1972 wurde der Klub bulgarischer Vizemeister, im Jahr darauf Dritter. Durch das gute Abschneiden startete man ein zweites Mal im Europapokal, diesmal im Korać-Cup, wo man in der zweiten Runde an Jugoplastika Split scheiterte.

### Bulgarischer Meister und Debüt im Landesmeisterpokal
Die guten Leistungen der vorherigen Saisons wurden in der Spielzeit 1973/74 nochmal weit übertroffen, als die Mannschaft die erste Meisterschaft für den Verein gewann. Daraufhin startete Balkan Botewgrad im wichtigsten europäischen Wettbewerb im Basketball, dem Europapokal der Landesmeister, wo mit etwas Glück, da sich der Zweitrundengegner KS Partizani zurückzog, die Gruppenphase erreicht wurde. In dieser u. a. mit Pallacanestro Varese, KK Zadar und Racing Pils Mechelen sehr stark besetzten Gruppe gelangen dem Team immerhin drei Siege, die aber nicht zum Weiterkommen ausreichten.
In der Liga konnte der Meisterschaftserfolg zunächst nicht wiederholt werden. 1975, 1976 und 1982 wurden nochmal drei dritte Plätze erzielt, wodurch Balkan weiterhin zum Kreis der Topteams in Bulgarien gehörte.

### Die goldenen Jahre
Der Gewinn des bulgarischen Basketballpokals 1986 läutete die erfolgreichste Ära der Klubgeschichte ein, in der 1987 und 1988 das Double, bestehend aus nationaler Meisterschaft und nationalem Pokal, gewonnen wurde. Im Jahre 1989 wurde eine weitere – und damit die dritte in Folge und insgesamt vierte – Meisterschaft gewonnen.
Im Landesmeistercup, in dem man aufgrund der Titelgewinne zwischen 1988 und 1990 dreimal in Folge vertreten war, setzte sich Balkan jedes Mal in der ersten Runde durch, scheiterte aber auch immer im Achtelfinale. 1988 an Olimpia Milano (79:93 & 88:97), 1989 an ZSKA Moskau (80:103 & 68:87) und 1990 an Aris Thessaloniki (91:107 & 88:119).

### Insolvenz
Die großen Erfolge konnte Balkan Botewgrad nicht mehr wiederholen. Die beste Ligaplatzierung nach der letzten Meisterschaft war ein dritter Rang in der Saison 1989/90.
Der Verein schien nach knapp zwei Jahrzehnten vor einer langfristigen Etablierung im Kreis der Meisterschaftsanwärter, als er in der Saison 2007/08 hinter Serienmeister Akademik Sofia Vizemeister wurde. Doch kurz vor Beginn der Saison 2008/09 meldete der Klub Insolvenz an und wurde aus dem Spielbetrieb der National Basketball League ausgeschlossen und in die zweite Liga (Division A) abgestuft.

### Gegenwart
Die Division A wurde souverän gewonnen und damit der Wiederaufstieg in die erste Liga besiegelt. In der ersten Saison nach dem Aufstieg belegte Balkan gleich einen starken dritten Platz und durfte daraufhin erstmals an der Balkan League teilnehmen, in dessen Gruppenphase das Team aber mit nur einem Sieg in acht Spielen ausschied. Die Saison 2012/13 schloss Botewgrad ein weiteres Mal auf Platz drei ab und erreichte in den Play-Offs das Halbfinale.

## Halle
Der Klub trägt seine Heimspiele in der Arena Botevgrad aus, die eine Kapazität von 4500 Plätzen hat.

## Erfolge
- 4× Bulgarischer Meister (1974, 1987, 1988, 1989)
- 4× Bulgarischer Pokalsieger (1970, 1986, 1987, 1988)
- 2× Bulgarischer Vizemeister (1972, 2008)